# Sweetie

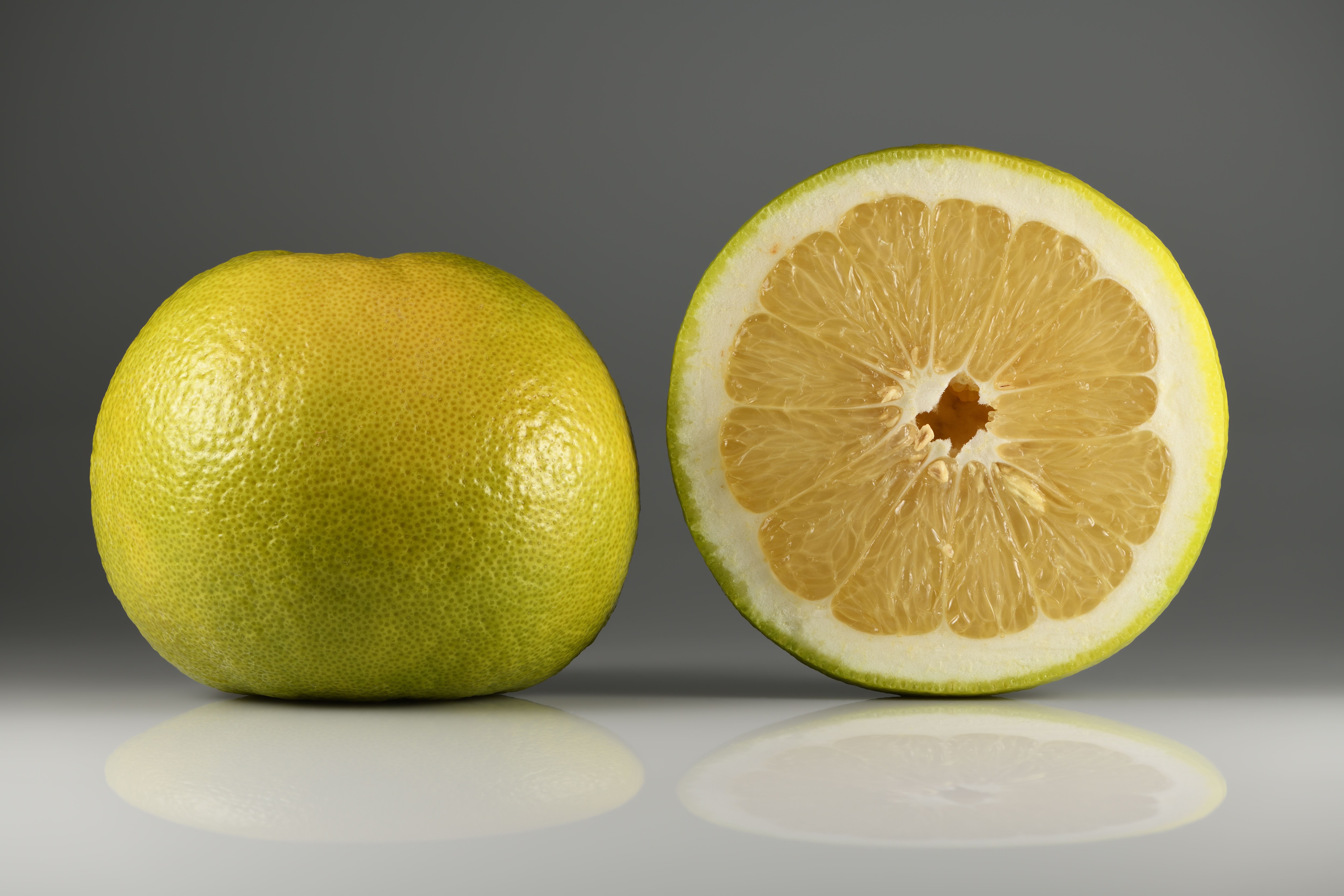
Sweetie-frukt i genomskärning.

Sweetie (Citrus ×aurantium 'Oroblanco') är en sort av citrusfrukt som är en korsning mellan grapefrukt och pomelo. Den räknas till sortgruppen limetter (C. ×aurantium Limetta-Gruppen).
Skalet är grönt till färgen. Eftersom sweetie inte innehåller så mycket syra (främst citronsyra) som till exempel grapefrukt är den betydligt sötare, därav namnet. Sweetie odlas främst i Israel.